# Психосоціальний низький зріст
Психосоціальний низький зріст (ПНЗ, англ. psychosocial short stature, PSS) – це розлад росту, який спостерігається у віці від 2 до 15 років і спричинений надзвичайною емоційною депривацією або стресом.
Симптоми включають зниження секреції соматотропного гормону та соматомедину, дуже низький зріст, вагу, що не відповідає зросту, та незрілий скелетний вік. Це захворювання прогресує, доки дитина перебуває в стресовому середовищі, когнітивні функції мозку продовжують деградувати. Хоча це трапляється рідко серед населення загалом, це поширене явище серед безпритульних дітей, дітей джунглів та дітей, яких тривалий час утримують у жорстоких, обмежених умовах. ПНЗ може призвести до повної зупинки росту організму, але зазвичай вважається тимчасовим; регулярний ріст відновиться, коли джерело стресу буде усунено.

## Причина
У дітей із ПНЗ надзвичайно низький рівень соматотропного гормону (гормон росту). Ці діти, можливо, мають проблеми з соматостатином (GHIH – гормон, що інгібує гормон росту), або гормоном, що вивільняє гормон росту (GHRH). Діти можуть або не реагувати на GHRH, або бути занадто чутливими до GHIH.
Діти з ПНЗ демонструють ознаки затримки у розвитку. Навіть якщо вони, здається, отримують достатнє харчування, вони не ростуть і не розвиваються нормально порівняно з іншими дітьми їхнього віку.
Середовище постійного та надзвичайного стресу викликає ПНЗ. Гормони стресу, що вивільняються в організмі, такі як адреналін та норадреналін, активують так звану реакцію «Бийся або тікай». Серце прискорюється, і організм перенаправляє ресурси від процесів, які не є безпосередньо важливими; ПНЗ таким чином впливає на вироблення соматотропного гормону. Окрім нестачі гормону росту, у дітей із ПНЗ спостерігаються шлунково-кишкові проблеми через велику кількість адреналіну та норадреналіну, що призводить до недостатнього засвоєння поживних речовин в організмі та подальшого впливу на розвиток.
Хоча лікування ПНЗ є сумнівним, деякі дослідження показують, що розміщення дитини, хворої на це захворювання, у прийомній сім'ї збільшує темпи росту та навички соціалізації.

## Суспільство та культура
Зафіксовано випадок щодо дитини, яку госпіталізували з надзвичайно низькою вагою. Одна медсестра взяла на себе догляд за дитиною, і та почала швидко набирати вагу, а рівень гормону росту за цей час підвищився. Дитина була настільки емоційно залежною від медсестри, що коли медсестра пішла, рівень соматотропного гормону повернувся до того, що був під час госпіталізації, а після її повернення він знову стабілізувався.
Коли під час поліцейського рейду 1987 року було звільнено дітей, яких утримувала австралійська група з назвою The Family, одна дванадцятирічна дівчинка важила менш як 20 кг і мала зріст менш як 120 см. Вона виросла на 11 см наступного року, і рівень її гормону росту повернувся до норми.

### Вигадані персонажі
У романі Гюнтера Грасса Бляшаний барабан (Die Blechtrommel, 1959) персонаж Оскар Мацерат «навмисно затримував свій ріст, досягнувши зросту в три фути у віці трьох років, хоча пізніше в романі він виростає до чотирьох футів одного дюйма» у відповідь на стрес, який він переживає — життя серед дрібнобуржуазного німецького суспільства.
У романі Віктора Гюго Знедолені восьмирічна Козетта зазнала жорстокого відношення, нехтування та поневолення родиною Тенардьє. Відношення, з якими вона стикається, описується як дуже стресовий стан для неї, і в результаті її описують як низьку, як дитина вдвічі молодша, та з виразом обличчя, як у старшої жінки. Вона одужує після того, як її усиновлює Жан Вальжан, і в дорослому віці має середній зріст.
У романі Політ над гніздом зозулі начальник Бромден стверджує, що один із санітарів медсестри Ретчед, Вільямс, чорношкірий чоловік з нанізмом, отримав свій низький зріст, побачивши, як білі чоловіки ґвалтують його матір.
У романі Квіти на горищі В. К. Ендрюс (англ. V. C. Andrews. Flowers in the Attic) близнюки Корі та Керрі Доллангангер замкнені на горищі (разом зі своїми двома старшими братами та сестрами). Стрес від жорстокого поводження з боку бабусі та брак уваги з боку матері, а також отруєння миш'яком та відсутність можливостей для ігор на свіжому повітрі, уповільнюють ріст близнюків. Пізніше в серіалі Керрі описується як восьмирічна, хоча має вигляд як трирічна дитина.